# Аралічевський ВТТ
Аралічевський ВТТ (рос. АРАЛИЧЕВСКИЙ ИТЛ, Араличевскстрой, Араличевлаг) — підрозділ, що діяв в структурі управлінь промислового будівництва і виправно-трудових таборів СРСР з 01.03.51 по 29.04.53.
Дислокація: Кемеровська область, сел. Миски.

## Підпорядкування
- Головне управління таборів промислового будівництва (рос. ГУЛПС) з 01.03.51,
- Головне управління таборів з будівництва нафтопереробних заводів і підприємств штучного рідкого палива (рос. Главспецнефтестрой — ГСНС) з 06.10.51,
- ГУЛАГ МЮ з 02.04.53.

## Історія
1 листопада наказом № 0751 було оголошено, що постановою Ради міністрів СРСР № 4730-1820с від 15 жовтня на МВС покладено будівництво семи заводів штучного рідкого палива, одержуваного з вугілля методами гідрування і синтезу з газів, з розміщенням в районах вугільних родовищ (ймовірно, на Сталіна справили враження аналогічні технології нацистської Німеччини). У 1950-му пропонувалося розпочати будівництво Чорногорського (Красноярський край) заводу гідрування, в 1951-му — Райчихінського (Амурська область) і Аралічевського заводів синтезу, в 1952-му — другого Райчихінського заводу синтезу і в 1953-му — Назаровського (Красноярський край), Екибастузького (Казахська РСР) і Черновського (Читинська область) заводів синтезу.

## Виконувані роботи
- будівництво Аралічевського заводу № 6 синтетичного бензину,
- житлове та комунальне будівництво,
- будівництво автомобільних доріг і залізниць,
- будівництво шлакоблочного і цегельного заводів, розчинобетонного заводу, ДОКу, лісопилки, гаража та хутрових майстерень;
- обслуговування кам'яного кар'єру.